# Lepidosperma viscidum
Lepidosperma viscidum är en halvgräsart som beskrevs av Robert Brown. Lepidosperma viscidum ingår i släktet Lepidosperma och familjen halvgräs. Inga underarter finns listade i Catalogue of Life.

## Bildgalleri

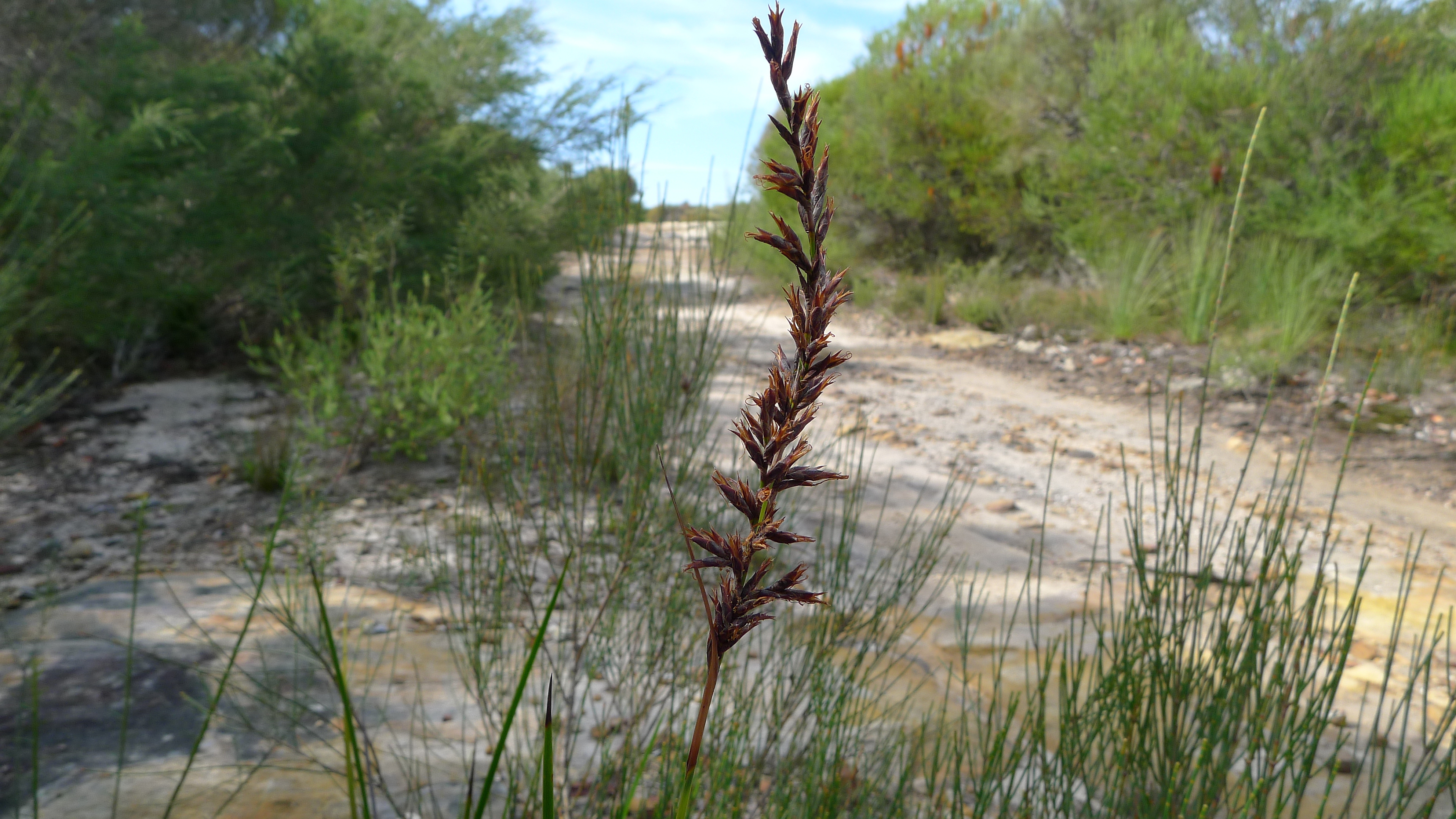
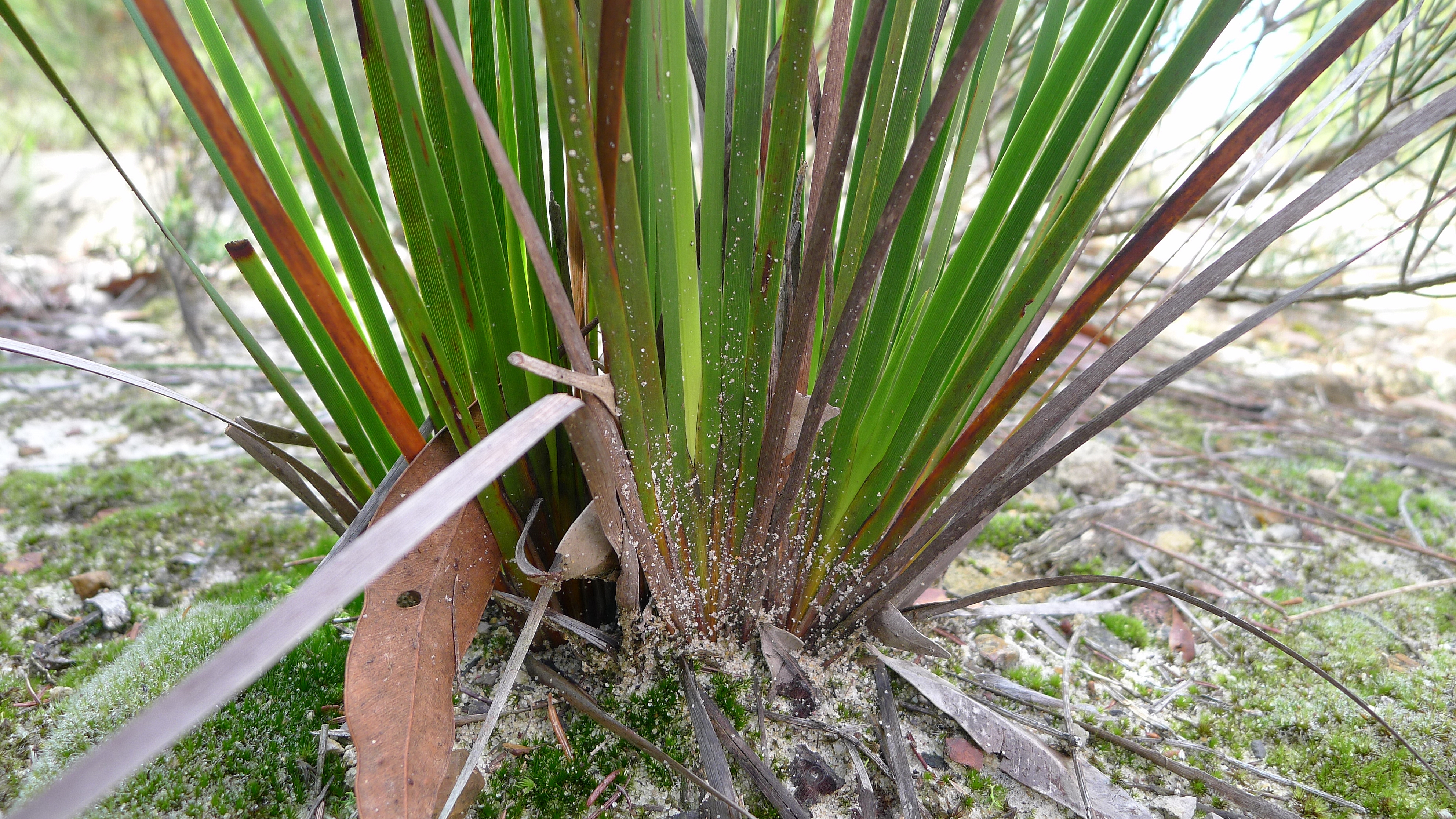
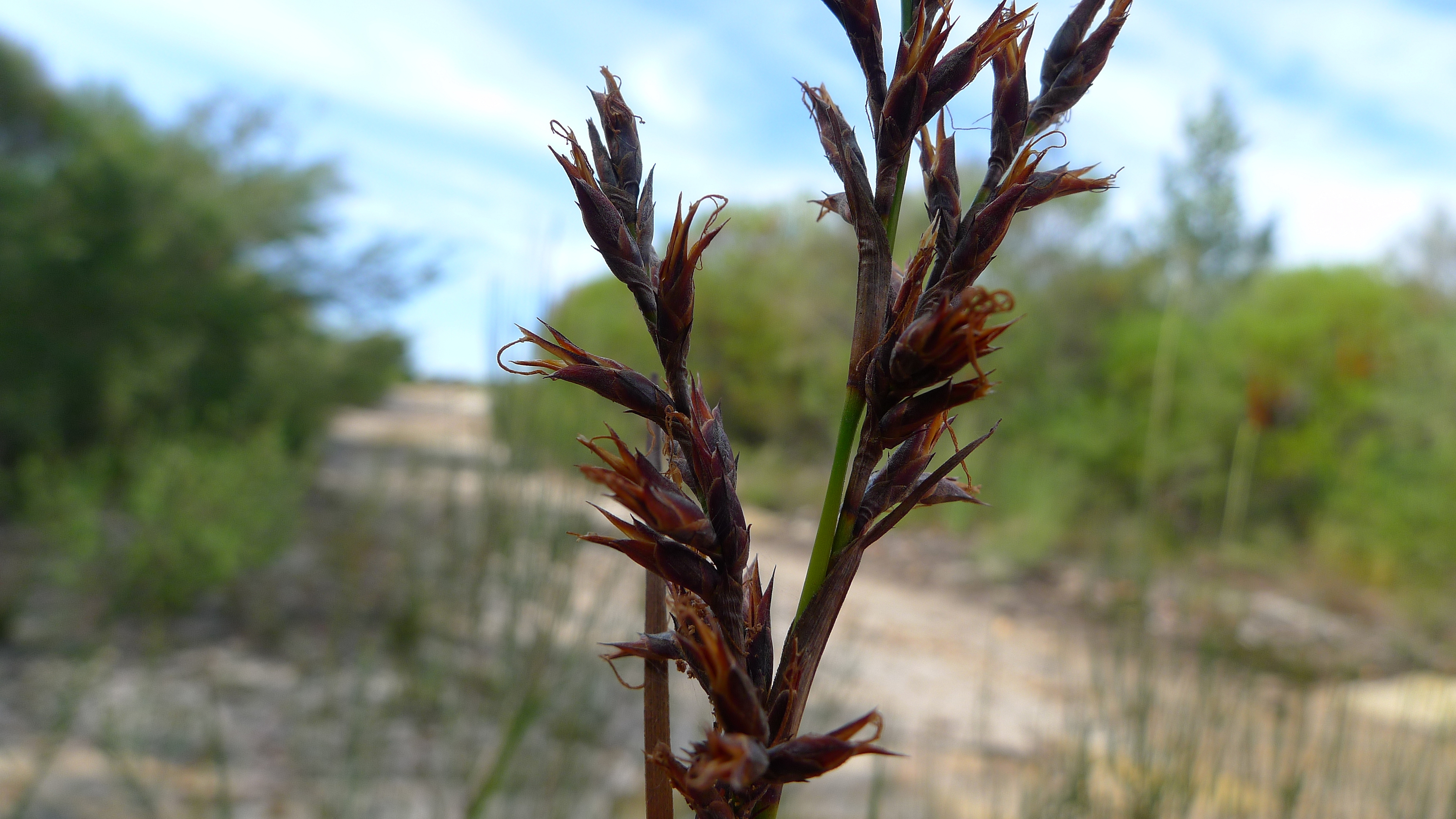